# Mister Czech Republic
Mister Czech Republic je soutěž krásy pro muže, obdoba Miss Czech Republic, jejíž první kolo v roce 2019 uspořádala Taťána Makarenko, která působí i jako ředitelka a držitelka licencí. Vítěz pojede reprezentovat na světovou soutěž Mister World.
Od roku 2023 vlastní soutěž také licenci Mister Supranational (ta byla v letech 2016-2022 v rukách organizace Muž Roku), na níž bude vyslán účastník Love Islandu 2022 Jakub Vitek.

## Úspěchy českých mužů
|  | vítěz         |
|  | vicemistr     |
|  | finalista     |
|  | semifinalista |

### Mister World
| Rok  | Jméno a příjmení | Rodné město | Česká soutěž   | Umístění | Doprovodný titul                                                       |
| ---- | ---------------- | ----------- | -------------- | -------- | ---------------------------------------------------------------------- |
| 2019 | Jakub Kraus      | Liberec     | Zvolen interně | Top 29   | Top 20 - Sport challenge (Top 6 - Green Team) Top 25 - Sport challenge |

### Mister Supranational
| Rok  | Jméno a příjmení | Rodné město      | Česká soutěž   | Umístění | Doprovodný titul            |
| ---- | ---------------- | ---------------- | -------------- | -------- | --------------------------- |
| 2023 | Jakub Vitek      | Bratislava (SK)  | Zvolen interně | Top 10   | Mister Supranational Europe |
| 2024 | Adam Sedro       | Veľký Krtíš (SK) | Zvolen interně | Top 20   |                             |